# ミリオンズ・ナウ・リヴィング・ウィル・ネヴァー・ダイ
『ミリオンズ・ナウ・リヴィング・ウィル・ネヴァー・ダイ』（Millions Now Living Will Never Die）は、アメリカ合衆国のポストロック・バンド、トータスが1996年に発表した2作目のスタジオ・アルバム。ポストロックという音楽ジャンルを定着させた作品として評価されている。

## 背景
バンディ・K・ブラウンの脱退とデイヴィッド・パホの加入を経て発表され、ブラウンは本作でも一部の曲に参加している。日本初回盤(TKCB-70931)にはボーナス・トラック3曲が追加され、2001年に発売された日本盤再発CDは更に「ア・グレープ・ドープ」も追加されて10曲入りとなった。

## 評価
ジョン・ブッシュはオールミュージックにおいて満点の5点を付け「トータスは"Djed"によって、エクスペリメンタル・ロックに刺激性と美しさを両立させることに成功した。とはいえ、その他の曲も単なる補足ではない」と評している。
本作は『NME』誌が選出した1996年の年間ベスト・アルバムで35位となり、2016年にはAnthony Carewにより、About.comの企画において「トップ10ポストロック・アルバム」の一つに選ばれた。また、収録曲「ジェド」は『スピン』誌のスタッフが選出した「1996年のオルタナティヴ・ロックの最も優れた楽曲96」で38位となった。

## 収録曲
全曲ともトータス作曲。「ザ・トート・アンド・テイム」のみ、バンディ・K・ブラウンも部分的に関与している。
1. ジェド - "Djed" - 20:58
2. グラス・ミュージアム - "Glass Museum" - 5:27
3. ア・サーヴェイ - "A Survey" - 2:52
4. ザ・トート・アンド・テイム - "The Taut and Tame" - 5:02
5. ディア・グランマ・アンド・グランパ - "Dear Grandma and Grandpa" - 2:49
6. アロング・ザ・バンクス・オブ・リヴァース - "Along the Banks of Rivers" - 5:53

### 日本盤ボーナス・トラック
1. ガメラ - "Gamera" - 11:55
2. ゴリリ - "Goriri" - 6:40
3. レストレス・ウォーター - "Restless Water" - 3:40
4. ア・グレープ・ドープ - "A Grape Dope" - 4:11

## 参加ミュージシャン
- トータス
  - ジョン・マッケンタイア
  - ダグ・マッコームズ
  - ジョン・ハーンドン
  - ダン・ピットニー
  - デイヴィッド・パホ
  - バンディ・K・ブラウン